# Julián Luque Conde
Julián Luque Conde (født 27. marts 1992) er en spansk fodboldspiller, der spiller for RCD Espanyol B.
Han har tidligere spillet for den danske fodboldklub, SønderjyskE.